# Yoenis Céspedes
Yoenis Céspedes Milanés (ur. 18 października 1985) – kubański baseballista, który występował na pozycji zapolowego.

## Przebieg kariery
Céspedes swoją karierę rozpoczął w 2003 roku w zespole Alazanes de Granma, występującym w Serie Nacional de Béisbol. W marcu 2009 wystąpił na turnieju World Baseball Classic, zaś we wrześniu tego samego roku na mistrzostwach świata, które odbyły się w ośmiu krajach europejskich, zdobył srebrny medal. W ciągu siedmiu sezonów występów w Serie Nacional de Béisbol uzyskał średnią uderzeń 0,310, zdobył 142 home runy (najwięcej w sezonie 2006/2007 – 26) i zaliczył 479 RBI. W 2011 uciekł z kraju na Dominikanę, a w styczniu 2012 został uznany przez MLB wolnym agentem, co pozwoliło mu na negocjacje z klubami tej ligi.
W lutym 2012 podpisał czteroletni kontrakt wart 30 milionów dolarów z Oakland Athletics, mimo zainteresowania również ze strony Miami Marlins, Chicago Cubs, Detroit Tigers, Baltimore Orioles i Chicago White Sox. W Major League Baseball zadebiutował 28 marca 2012 w meczu przeciwko Seattle Mariners, w którym zaliczył double'a. Dzień później w spotkaniu z Mariners zdobył pierwszego home runa w MLB. 21 czerwca 2012 w meczu międzyligowym z Los Angeles Dodgers zdobył pierwszego walk-off home runa.
W lipcu 2013 został pierwszym zawodnikiem, który wygrał Home Run Derby, ale nie wystąpił w Meczu Gwiazd. Rok później po raz pierwszy otrzymał powołanie do All-Star Game.
31 lipca 2014 przeszedł do Boston Red Sox za Jona Lestera i Jonny'ego Gomesa, zaś 11 grudnia 2014 do Detroit Tigers w zamian za Ricka Porcello.
31 lipca 2015 w ramach kolejnej wymiany przeszedł do New York Mets. 21 sierpnia 2015 w spotkaniu z Colorado Rockies po raz pierwszy w karierze w jednym meczu MLB zdobył trzy home runy (w tym grand slama). W sezonie 2016 został wyróżniony spośród zapolowych, otrzymując po raz pierwszy w swojej karierze Silver Slugger Award. 30 listopada 2016 podpisał nowy, czteroletni kontrakt wart 110 milionów dolarów z Mets.

## Nagrody i wyróżnienia
| Nagroda/wyróżnienie  | Lata       | Źródło |
| 2× All-Star          | 2014, 2016 | [ 11 ] |
| Gold Glove Award     | 2015       | [ 18 ] |
| Silver Slugger Award | 2016       | [ 16 ] |